# Belchen (Schwarzwald)
Der Belchen ist mit 1414,2 m ü. NHN nach Feldberg, Seebuck und dem Herzogenhorn die vierthöchste Erhebung des Schwarzwaldes (Wird der Baldenweger Buck mitgezählt, ist der Belchen nur die fünfthöchste Erhebung im Schwarzwald, gelten hingegen nur Erhebungen ab 100 m Schartenhöhe als eigenständige Berge, ist der Belchen der dritthöchste nach Feldberg und Herzogenhorn.). Auf der Kuppe des Belchen treffen sich die Gebietsgrenzen der Gemeinden Münstertal, Schönenberg und Kleines Wiesental.
Der Berg weist ein markantes, von der Oberrheinebene her nahezu symmetrisches Profil mit einer baumfreien Bergkuppe auf. Den Namen Belchen (mittelhochdeutsch: belche "weißer Fleck", der sich von dem ihn umgebenden dunklen Wald abhebt) tragen auch weitere Erhöhungen der benachbarten Mittelgebirge, darunter zwei besonders bei Schneebedeckung auffällige Berge in Sichtweite; sie bilden zusammen mit dem Schwarzwälder Belchen das sogenannte Belchendreieck: im Westen auf der französischen Seite der Oberrheinebene in den Vogesen (F) der Elsässer Belchen oder Ballon d'Alsace; im Süden auf der Südseite des Hochrheins der Schweizer Belchen, die Belchenflue. In Sichtweite liegen außerdem im Elsass in den Vogesen der Große und der Kleine Belchen, Grand bzw. Petit Ballon, die zusammen mit den oben genannten Belchen zum sogenannten Belchen-System gehören. 
Das Panorama vom Gipfel umfasst große Teile des Schwarzwaldes bis zur Hornisgrinde, die Vogesen, den Jura und bei entsprechendem Wetter die Alpen von der Zugspitze bis zum Mont Blanc. Daneben erlaubt der Belchen weite Tiefblicke in die Oberrheinebene bis ins Elsass.

## Geografie
Der Belchen ragt aus dem Münstertal mit seinen zerfurchten, ununterbrochenen Steilhängen etwa 1.000 m auf. Sein Nordhang ist damit der Bereich höchster Reliefenergie der deutschen Mittelgebirge. Auch nach Süden hin fällt der Berg schrofig gut 800 m tief ab in den Talkessel der Kleinen Wiese bei Neuenweg. Die Hauptkuppe wird flankiert von drei Nebengipfeln, die dem Belchen aus mehreren Himmelsrichtungen ein markantes, beinahe symmetrisches Profil verleihen. Im Westen ist es die schroffe Hohe Kelch, im Nordosten der Rübgartenkopf und im Südosten der Hägstutzfelsen.
Am Belchen ist die im Ostbereich des Schwarzwaldes noch weitgehend erhaltene wellige Hochfläche nur noch in kleinen Resten erhalten. Zur Rheinebene und zum Blauen hin ist der westliche Hauptkamm des Südschwarzwaldes durch die mit der starken Hebung des Gebirges im Pleistozän einhergehende Tiefenerosion der Bäche in schmale Kämme aufgelöst. Die eiszeitlichen Vergletscherungen des Belchengebietes als Teil des Feldberg-Gletschers haben keine so deutlichen Formen hinterlassen wie am Feldberg. Nördlich und südlich formierten sich Lawinenkesselgletscher, deren Maximalstände bis an den Schwarzwaldrand reichten.
Die Bergkuppe besteht aus Granit, wogegen die umgebenden Steilhänge überwiegend aus Gneisen bestehen. Die Umgebung des Belchen war zwischen den Jahren 900 und 1975 ein zeitweise bedeutendes Bergbaugebiet.
Über den Gipfel des Belchen führt eine Kette gut erhaltener Grenzsteine aus dem Jahr 1790. Diese markierte seinerzeit die Grenze zwischen dem habsburgischen Vorderösterreich im Norden und der Markgrafschaft Baden im Süden des Bergs.

## Naturschutzgebiet Belchen

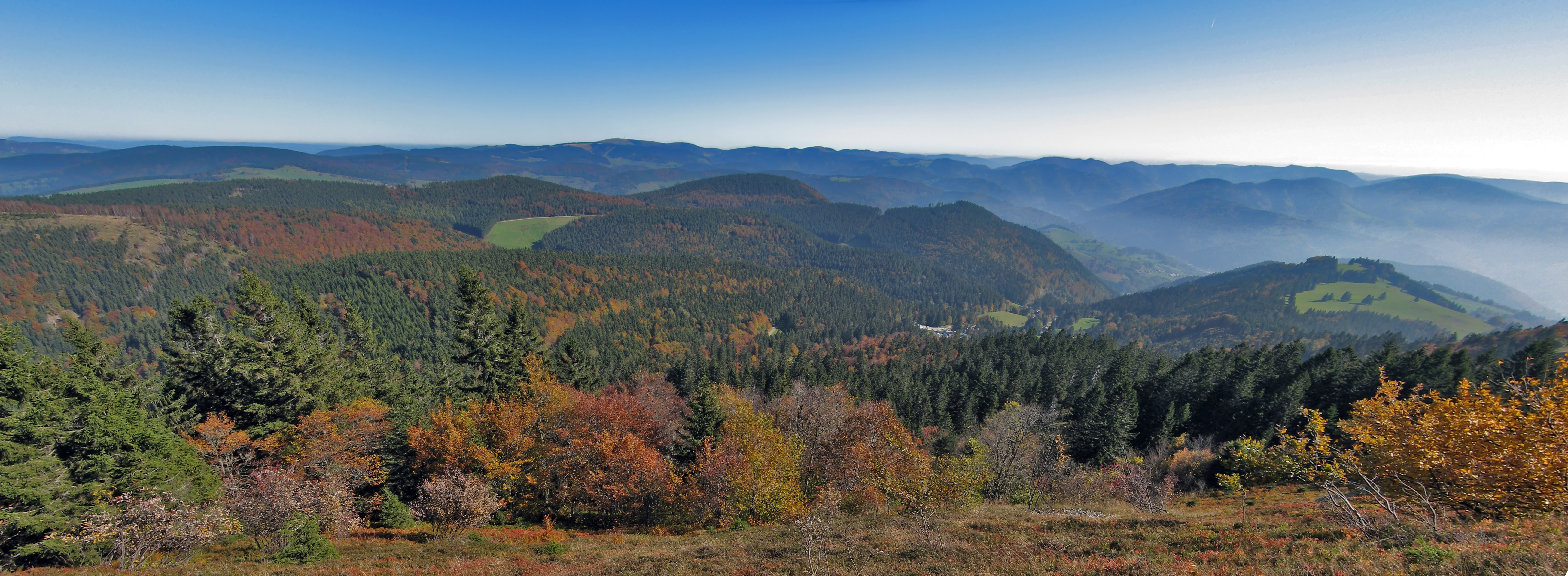
Blick zum Feldberg

Wegen der seltenen Fauna und Flora wurde der Belchen bereits am 11. Oktober 1949 vom damals zuständigen Badischen Ministerium des Kultus und Unterrichts mit der Schutzgebietsnummer 3042 unter Naturschutz gestellt. Am 23. Juni 1993 wurde das Gebiet durch das Regierungspräsidium Freiburg erweitert und ist nun mit einer Fläche von 1.618 Hektar eines der größten Naturschutzgebiete in Baden-Württemberg. Auf den Landkreis Lörrach entfallen davon ca. 1.242 Hektar, auf den Landkreis Breisgau-Hochschwarzwald rund 376 Hektar. 
Schutzzweck ist die Erhaltung des Belchengipfels 
- als natur- und landschaftsgeschichtlich bedeutendes Dokument;
- als neben dem Feldberg bedeutendste subalpine Insel im Schwarzwald mit einer Reihe sehr seltener Eiszeitrelikte;
- als extensiv genutztes Gebiet mit unterschiedlichen schützenswerten Lebensräumen, insbesondere naturnahen Wäldern, Magerweiden und Feuchtgebieten;
- als Lebensraum für zahlreiche Tier- und Pflanzenarten, darunter eine Reihe sehr seltener und gefährdeter, zum Teil vom Aussterben bedrohter Arten;
- als hervorragendes Demonstrations- und Forschungsobjekt für die Wissenschaft;
- und als Naturraum von besonderer Vielfalt, Eigenart und Schönheit.

In den Hochlagen des Belchen sind viele seltene Schmetterlings-, Käfer- und Vogelarten zu finden. Typische Vögel sind Kolkrabe, Singdrossel, Zitronengirlitz und Wasserpieper; aber auch Wanderfalke, Auerhuhn und Haselhuhn sind am Belchen anzutreffen. Bei den Pflanzen haben sich Relikte aus der letzten Eiszeit erhalten, die sonst nur noch in den Alpen zu finden sind. Hierzu zählen Schweizer Glockenblume, Gebirgsrose oder Schweizer Löwenzahn. Außerdem kommt dort eine Vielzahl seltener Flechtenarten vor.

## Tourismus

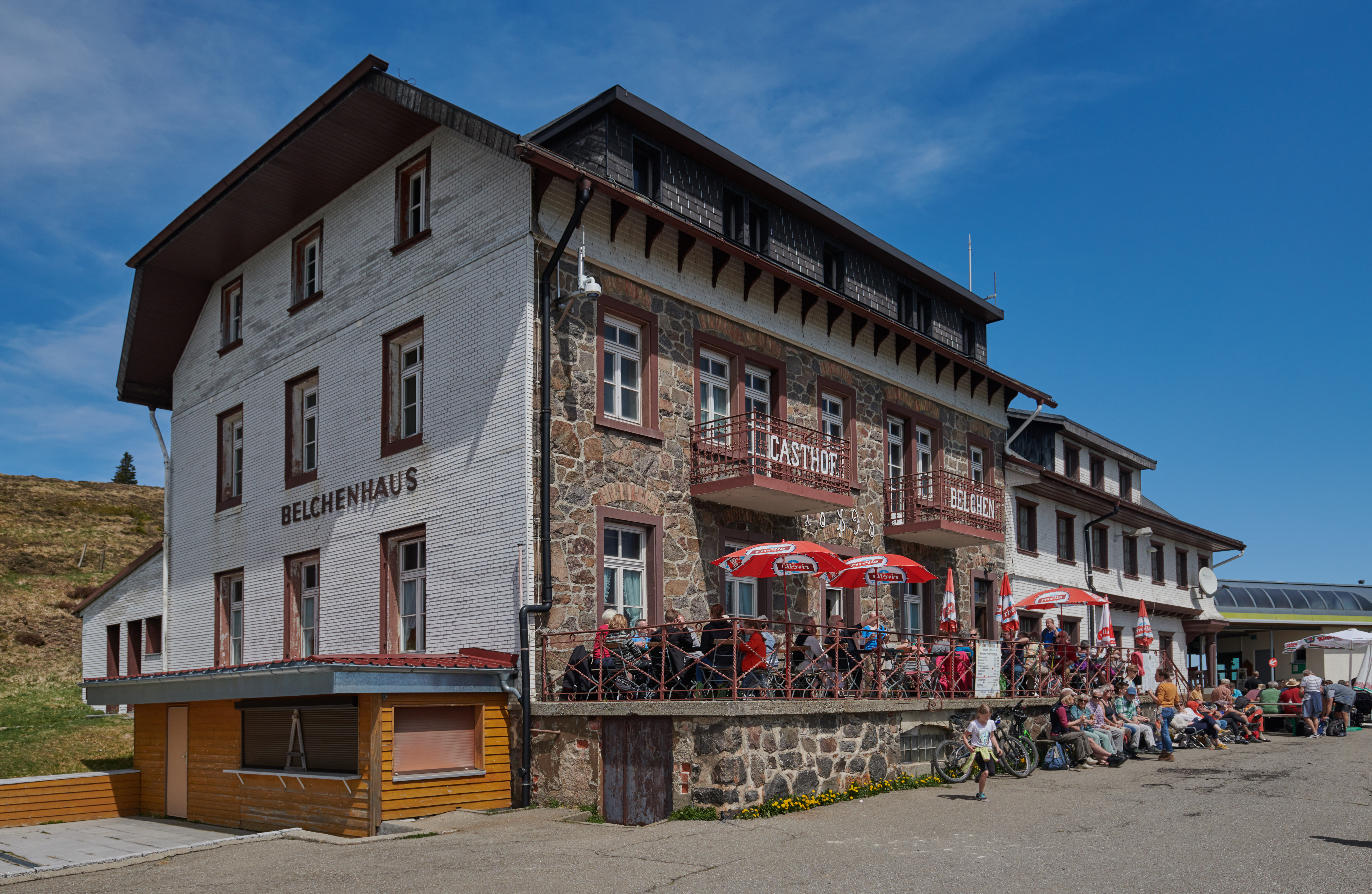
Belchenhaus

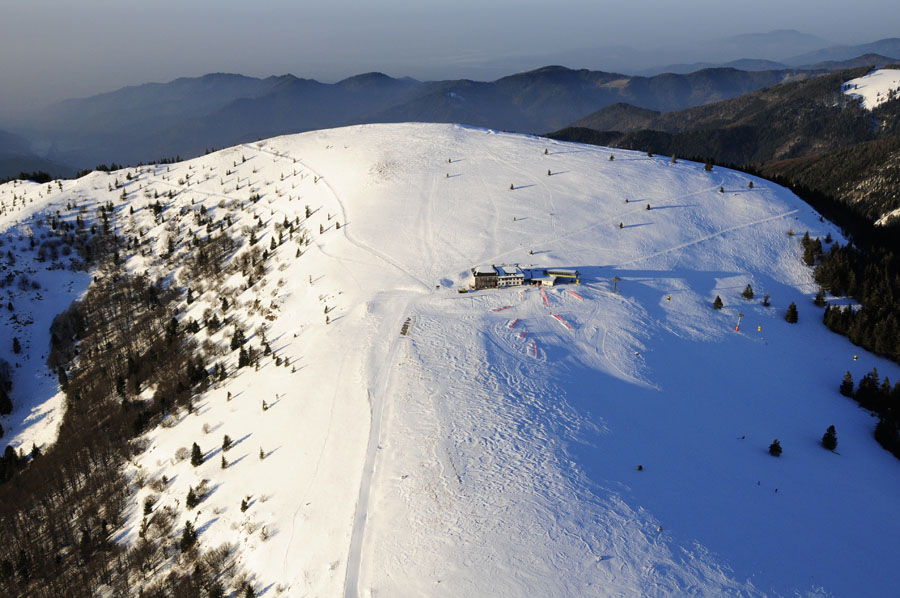
Luftaufnahme des Belchen-Gipfels

Mit jährlich mehr als 300.000 Besuchern zählt der Belchen zu den beliebtesten Ausflugszielen im Südschwarzwald.
Im Jahre 1866 wurde das erste Rasthaus unterhalb des Gipfels errichtet. 1899 war der Neubau fertiggestellt, der bis heute mehrfach erweitert und umgebaut wurde. 1904 wurde die Straße zum Belchen eingeweiht. 1949 scheiterte das Vorhaben, von Obermünstertal aus den Gipfel mit einem Sessellift zu erschließen. Skihänge sind nur begrenzt vorhanden; dennoch sind immerhin elf Skilifte im Belchengebiet installiert. Die Belchenstraße war die am höchsten hinaufführende öffentliche Straße der deutschen Mittelgebirge. Der oberste Abschnitt ist seit Eröffnung der Seilbahn im Dezember 2001 für den privaten Autoverkehr gesperrt.
Der Belchen liegt am Westweg, einem Fernwanderweg des Schwarzwaldvereins von Pforzheim nach Basel. Weitere markierte Wanderwege führen von Untermünstertal, Schönau und Neuenweg auf den Berg.
Zum Schutz des wertvollen Naturschutzgebietes, zur Besucherlenkung und als Weiterentwicklungskonzept wurde im Jahre 2008 modellhaft das sogenannte Belchenkonzept als Leitbild entwickelt und vorgelegt. Es formuliert Ziele, Empfehlungen und Handlungsfelder nicht nur für Institutionen und Ämter, sondern auch für Bürger und Gäste. An der Erarbeitung waren die Forstliche Versuchs- und Forschungsanstalt Baden-Württemberg in Freiburg, die Sporthochschule Köln, der Naturpark Südschwarzwald, die politische Gemeinde Münstertal, die Ferienregion Münstertal-Staufen sowie private Bürger des Münstertals beteiligt.

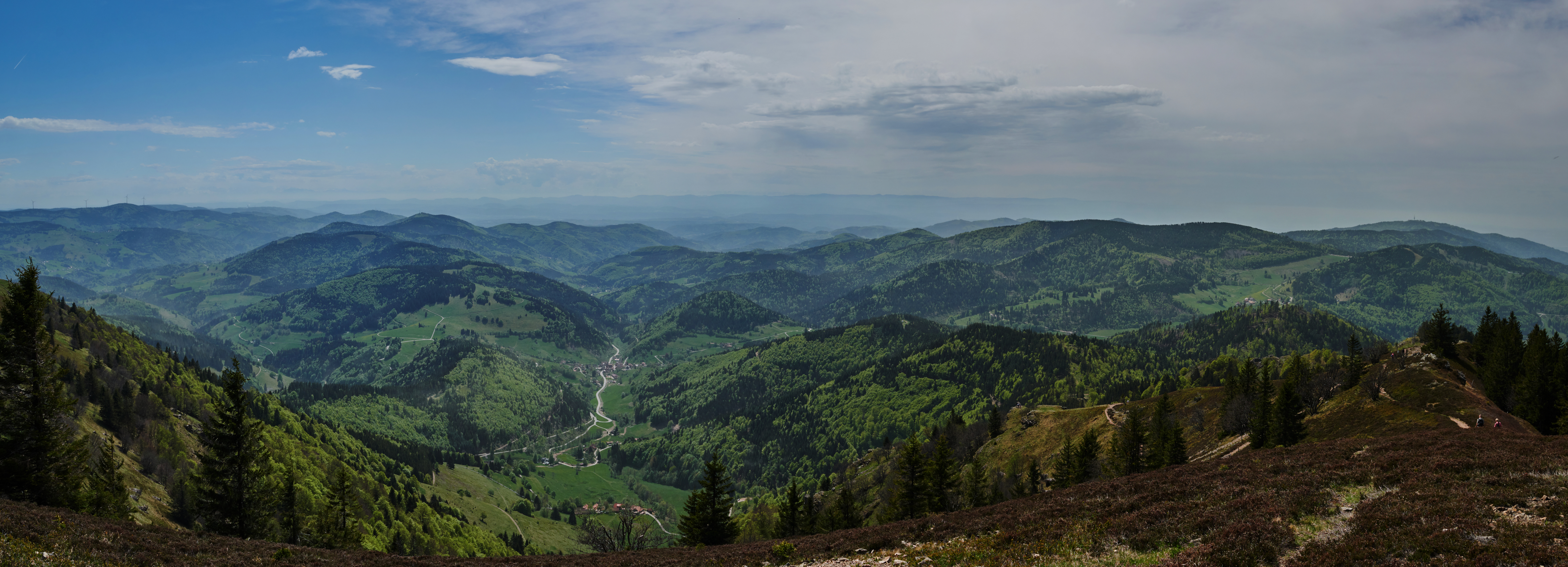
Blick vom Belchen in südliche Richtung ins Kleine Wiesental

Seit Anfang des 20. Jahrhunderts wird auf dem Belchengipfel Wintersport betrieben. Heute gibt es vier präparierte Pisten bis zu 4,5 km Länge. Wie am Feldberg besteht auch hier die Gefahr von Lawinenabgängen. Daher wurden 2019 der Bergwacht Münstertal zwei Lawinenairbags und ein Digitalfunkgerät gespendet. Außerdem hat sie ein Schutzkonzept erarbeitet.

## Erreichbarkeit

### Belchen-Seilbahn

Winter auf dem Belchen, im Hintergrund die Bergstation der Seilbahn

Seit Dezember 2001 fährt die Belchen-Seilbahn als Einseilumlaufbahn mit acht Personen fassenden Kabinen von der Talstation in Aitern-Multen (GVV Schönau) zur 1356 Meter hoch gelegenen Bergstation. Auf einer Länge von 1150 Metern wird dabei ein Höhenunterschied von 262 Metern überwunden. Die theoretische Förderleistung beträgt 1200 Personen pro Stunde. Die Kabinen der Bahn vom Typ Leitner CA 8-2000 wurden für die Seilbahn der Expo 2000 in Hannover hergestellt, die nach Ausstellungsschluss abgebaut wurde. Die Belchenbahn verfügt über behindertengerechte Ein-/Ausstiege in der Tal- und Bergstation.
Das tägliche Bestücken der Strecke mit den 23 kuppelbaren Gondeln (plus 2 Reservekabinen) aus der Gondelgarage erfolgt in Fahrtrichtung, das Eingaragieren in Rückwärtsfahrt, und dies jeweils vollautomatisch. Die Fahrgeschwindigkeit ist von 0,3 m/s bis 5,0 m/s regelbar. Die höchste der acht Stützen der Seilbahn ist 18,6 Meter hoch. Die Antriebsleistung beträgt 340 kW. Das Förderseil hat einen Durchmesser von 46 mm. Die Bahn besitzt 108 Streckenrollen.

### Gipfelstraße
Von der Talstation der Belchenbahn führt eine rund 3,8 Kilometer lange asphaltierte Straße, die Belchenstraße, bis zum Belchenhaus. Die 257 Höhenmeter werden damit in einer durchschnittlichen Steigung von 7 % überwunden. Die Straße, die zunächst durch bewaldetes Gebiet führt ist ab etwa 1290 Meter baumfrei. Sie führt zu Beginn über zwei Serpentinen und schlängelt sich danach kurvenreich bis zum Belchenhaus. Ab 2001 ist die Straße autofrei. Dafür ist ein kurzes Stück an der Talstation auch als Schotterweg reduziert worden.

## Sonstiges

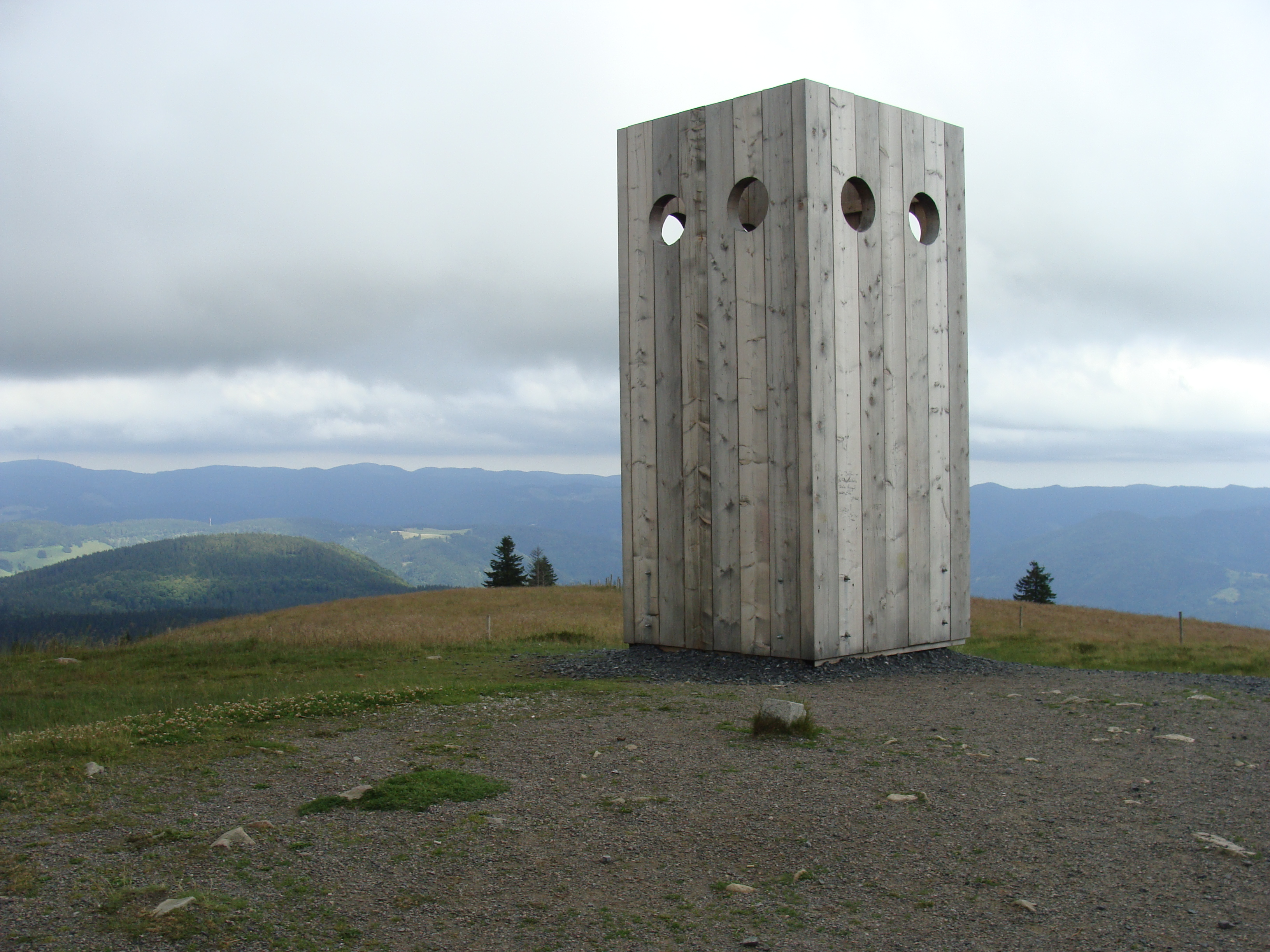
Marco Schuler - Orbi

Bis zum Jahre 1955 fand auf dem Belchen das Belchen-Bergfest statt, ein jährlich veranstaltetes Bergturnfest.
Zum Ende des Jahres 2011 schuf der Künstler Marco Schuler mit seinem Werk Orbi einen Kubus aus 30 Bänken, die beim Papstbesuch im September 2011 in Freiburg eingesetzt worden waren. Dieser verhüllte bis zum 31. August 2012 das Gipfelkreuz.